# جون بيتر كامبل
جون بيتر كامبل (بالإنجليزية: John Angus Campbell)‏ هو أكاديمي أمريكي، ولد في 10 مارس عام  1942، في بورتلاند في الولايات المتحدة.

## وصلات خارجية
- جون بيتر كامبل على موقع إن إن دي بي (الإنجليزية)